# Fettes Brot lässt grüßen
Fettes Brot lässt grüßen ist das dritte Album der Hamburger Hip-Hop-Gruppe Fettes Brot. Es erschien am 2. Oktober 1998 bei Intercord. 

## Hintergründe
Die Titel 1 und 19 bilden eine Rahmenhandlung. Die Originalstimmen der Drei ??? – Oliver Rohrbeck, Jens Wawrczeck und Andreas Fröhlich – sprechen einen von Fettes Brot geschriebenen Dialog, in dem der Hörer erfährt, dass die Drei ??? auf der Suche nach den gestohlenen Masterbändern des neuen Fettes-Brot-Albums sind und diese schlussendlich auch gefunden haben. Sie wollen sich die Bänder allerdings noch anhören, bevor sie diese ihren Auftraggebern übergeben. Nach Anhören des Albums lachen die Drei ???, wie sie es am Ende der meisten ihrer veröffentlichten Hörspielfolgen tun.
„Wo die wilden Kerle wohnen“, Titel 2, ist eine Anspielung auf das gleichnamige Bilderbuch.
Die Titel 5, 7 und 12  sind Samples aus Filmen und Serien: Zurück in die Zukunft, Marty McFly (5); Die Simpsons, Episode 2F32, Dr. J. Hibbert (7) und Lindenstraße (12).
Titel 9 ist ein Prolog zum darauffolgenden Titel Spiderman & ich.
„Nicolette Krebitz wartet“, Titel 16, ist eine Coverversion des Bananarama-Klassikers Robert De Niro’s Waiting.... Rock Mic’s, Titel 17, enthält ebenfalls Samples aus Die Simpsons. Auch Bananarama wird erwähnt.

## Titelliste
1. Die drei ??? und die ernste Sache der Welt – 1:43 – Lauterbach, Schrader, Warns
2. Wo die wilden Kerle wohnen – 1:13 – Lauterbach, Schrader, Warns
3. Lieblingslied – 3:58 – Lauterbach, Schrader, Warns
4. Bundeskanzler – 4:31 – Lauterbach, Schrader, Warns
5. Rede zur Lage der Nation – 0:10
6. Geld abheben – 4:51 – Lauterbach, Schrader, Warns
7. Generationskonflikt – 0:09
8. Können diese Augen lügen? – 3:13 – Lauterbach, Schrader, Warns, Mario von Hacht
9. Prolog – 0:45 – Lauterbach
10. Spiderman & ich – 4:04 – M: M. Cullmann, Boris Ekambi; T: Lauterbach
11. Viele Wege führen nach Rom – 3:24 – Lauterbach, Schrader, Warns
12. … und die anderen nach Pinneberg – 0:08
13. Krankenhausreif – 3:04 – Lauterbach, Schrader, Warns
14. Ein schönes Zwischenstück, wirklich! – 0:05
15. Traffic Jam – 3:51 – Lauterbach, Schrader, Warns, I.L.L. Will
16. Nicolette Krebitz wartet (mit Tocotronic) – 2:56 – K. Woodward, S. Dallin, S. Fahey, S. Jolley, T. Swain
17. Rock Mic’s  – 4:00 – Lauterbach, Schrader, Warns
18. Wie heißt du!  (featuring Heinz Strunk)[2] – 3:43 – Lauterbach, Schrader, Warns
19. Die drei ??? müssen lachen – 0:21 – Lauterbach, Schrader, Warns
20. Rocky Beach Theme – 0:57 – Lauterbach, Schrader, Warns

## Singles
- 6. Juli 1998: Lieblingslied
- 7. September 1998: Viele Wege führen nach Rom
- 30. November 1998: Können diese Augen lügen?

## Rezeption
Fettes Brot lässt grüßen wurde von Laut.de mit drei von möglichen fünf Bewertungspunkten beurteilt. Redakteur Sascha Oriwall bezeichnete das Stück Nicolette Krebitz wartet (entstanden mit der Gruppe Tocotronic) als „Highlight der Platte“. Die Lieder Geld abheben, Lieblingslied und Können diese Augen lügen wurden als „nette Unterhaltung“ bewertet.

## Chartplatzierungen
Fettes Brot lässt grüßen stieg in der 43. Kalenderwoche des Jahrs 1998 auf Platz 9 der deutschen Album-Charts ein. In den folgenden Wochen konnte der Tonträger die Positionen 17; 16; 27 und 56 belegen. Nach sieben Platzierungen stieg Fettes Brot lässt grüßen aus der Liste der 100 meistverkauften Alben aus. In der ersten Kalenderwoche des Jahrs 1999 stieg das Album erneut auf Platz 74 der Charts ein und konnte sich sieben weitere Wochen in den Album-Charts halten. Im Januar 2000 folgte ein weiterer Wiedereinstieg des Albums auf Position 74.
| ChartsChartplatzierungen | Höchstplatzierung | Wochen |
| ------------------------ | ----------------- | ------ |
| Deutschland (GfK)        | 9 (15 Wo.)        | 15     |
| Österreich (Ö3)          | 30 (4 Wo.)        | 4      |
| Schweiz (IFPI)           | 27 (4 Wo.)        | 4      |